# Bowery Mission
La Bowery Mission es la misión de rescate cristiana más antigua en Nueva York. Es reconocida por su historia como un comedor público y un albergue para hombres ubicado en el 227 de Bowery entre Rivington Street y Stanton Street en el vecindario del Bowery de Manhattan. Hoy, la organización provee programas y servicios a seis campus alrededor de toda el área de la ciudad de Nueva York.

## Historia
La Bowery Mission fue fundada en 1879 por el reverendo Albert Gleason Ruliffson y su esposa. Fue la tercera misión de rescate establecida en los Estados Unidos, y la segunda en Nueva York.
En 1895, la misión fue comprada por el Dr. Louis Klopsch, propietario del The Christian Herald, para salvarla del desastre económico. Se convirtió en una de tantas entidades de caridad patrocinadas por esa publicación. Klopsch también compró el edificio en el que se encontraba, que en esos años estaba siendo sólo alquilado, y se convirtió en el presidente de la misión. La misión fue constituida formalmente como la Bowery Mission and Young Men's Home en 1897.
Una prominente miembro del directorio fue Sarah J. Bird, una filántropa que era conocida como "la Madre de la Bowery Mission" debido a su largo tiempo de servicio en la organización entre 1881 y 1914.
En 1900, La Bowery Mission estuvo bajo la supervisión de John Greener Hallimond, originario de Inglaterra. Hallimond introdujo muchos servicios innovativos como el hogar para mujeres en Brooklyn, una agencia de empleo y el afamado comedor popular que empezó en 1902.

## Actualidad
En noviembre del 2017, New York City Rescue Mission se convirtió en un afiliado bajo el control de la Bowery Mission. El campus de la organización en el 90 de Lafayette St. hoy es llamado el “Tribeca Campus” de la Bowery Mission y sirve como el principal sitio de la organización combinada para ofrecer albergue y cuidado. En 2020, La Bowery Mission proveyó más de 429 500 comidas, 104 000 noches de alojamiento, 67 500 duchas de emergencia, y 27 600 artículos de vestido. En el 2019, la Bowery Mission y sus afiliados recibieron más de 7 300 000 (siete millones trescientos mil) dólares en comida, ropa y otros utensilios donados.
En medio de la pandemia por el COVID-19, la Bowery Mission continuó proveyendo albergue a  unas 325 personas aproximadamente cada noche. Los programas residenciales para mujeres de la organización están ubicados en Harlem y el Upper East Side. Los programas residenciales para hombres están en el Bowery y en East Harlem.

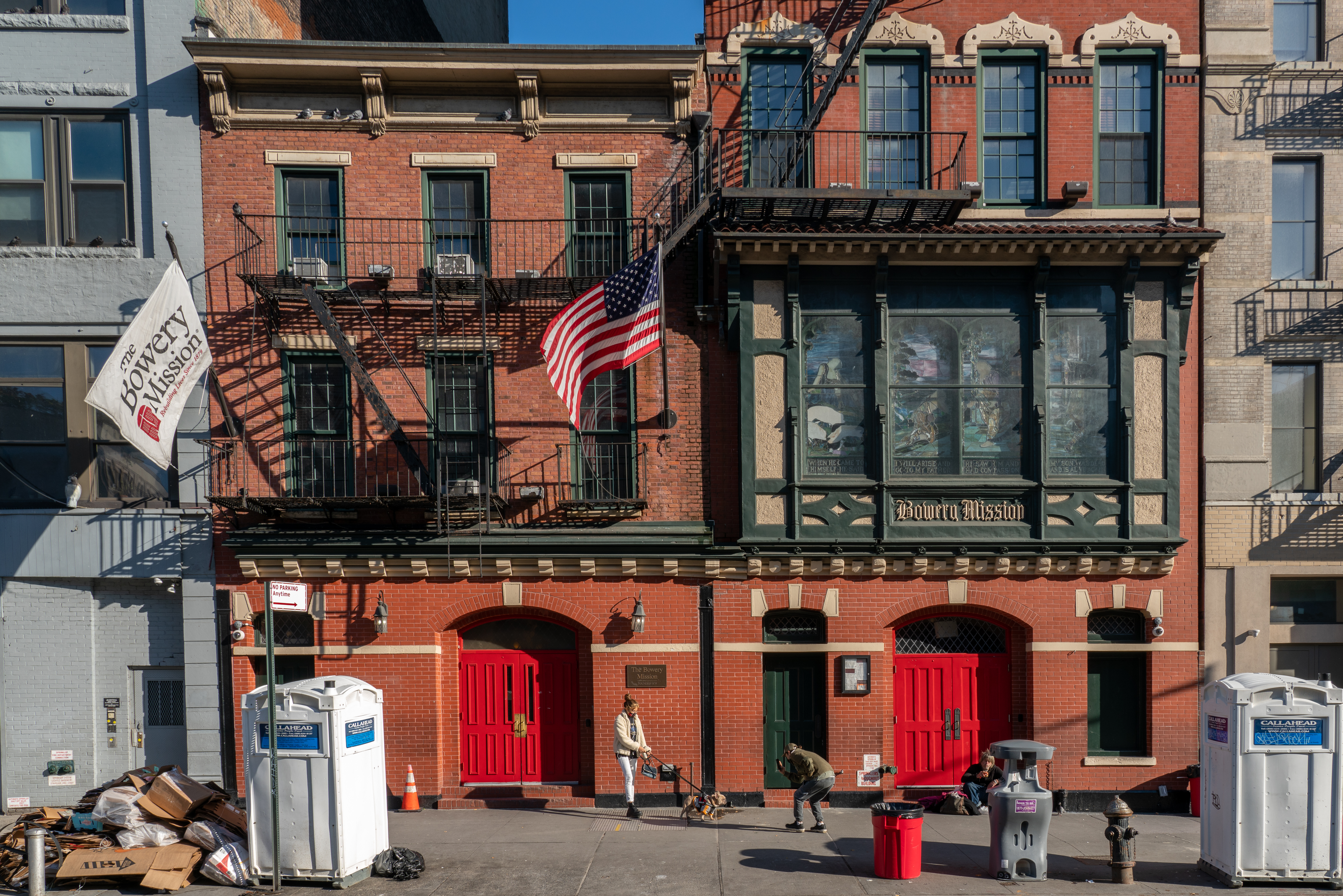
La bandera de la Bowery Mission en 2020

## Ubicación histórica
La misión se inició en una pequeña habitación en el 14 de Bowery, donde ofrecía servicios de oración. Luego se mudó al 36 de Bowery en 1880. En 1887 se mudó al 105 de Bowery hasta que ese edificio fue destruido por un incendio en 1898, a raíz de eso se mudaron al 55 de Bowery.  Cuando ese edificio fue programado para ser demolido por encontrarse dentro del área de aproximación al Puente de Manhattan, la misión se mudó a su actual ubicación en el 227 de Bowery. Today, the Mission also owns the building next door at 229 Bowery.
El edificio de la misión fue declarado como un monumento histórico de Nueva York el 26 de junio del 2012.  Fue construido en 1876 por James Stolts, un funebrero y fabricante de ataúdes, y fue diseñada por William Jose en el estilo neogriego. Fue alterado en 1908 - 1909 para el uso de la misión por Marshall L. y Henry G. Emery, que añadieron los vitrales en el segundo piso y remodelaron el interior de ese piso convirtiéndolo en una capilla de estilo neogótico.

## Conexión conMont Lawn Camp
En 1894, con dinero que sobró de una colecta de alimentos, Klopsch creó una "casa de aire libre" en Nyack, Nueva York para atender a los niños de los inmigrantes. Se mantuvo en Nyack por 69 años antes de mudarse a las montañas Pocono Mountains en Pensilvania en 1963.